# Liste der Biografien/Marth
Liste der Biografien |
Portal Biografien |
Personensuche
# |
A |
B |
C |
D |
E |
F |
G |
H |
I |
J |
K |
L |
M |
N |
O |
P |
Q |
R |
S |
T |
U |
V |
W |
X |
Y |
Z |
?
 
Ma |
Mb |
Mc |
Md |
Me |
Mf |
Mg |
Mh |
Mi |
Mj |
Mk |
Ml |
Mm |
Mn |
Mo |
Mp |
Mq |
Mr |
Ms |
Mt |
Mu |
Mv |
Mw |
Mx |
My |
Mz
 
Maa |
Mab |
Mac |
Mad |
Mae |
Maf |
Mag |
Mah |
Mai |
Maj |
Mak |
Mal |
Mam |
Man |
Mao |
Map |
Maq |
Mar |
Mas |
Mat |
Mau |
Mav |
Maw |
Max |
May |
Maz
 
Mara |
Marb |
Marc |
Mard |
Mare |
Marf |
Marg |
Marh |
Mari |
Marj |
Mark |
Marl |
Marm |
Marn |
Maro |
Marp |
Marq |
Marr |
Mars |
Mart |
Maru |
Marv |
Marw |
Marx |
Mary |
Marz
 
Marta |
Marte |
Marth |
Marti |
Martj |
Martl |
Martm |
Martn |
Marto |
Martr |
Marts |
Martt |
Martu |
Martw |
Marty |
Martz
Die Liste der Biografien führt alle Personen auf, die in der deutschsprachigen Wikipedia einen Artikel haben. Dieses ist eine Teilliste mit 24 Einträgen von Personen, deren Namen mit den Buchstaben „Marth“ beginnt.

## Marth
- Marth, Albert (1828–1897), deutscher Astronom
- Marth, Christian (1840–1914), deutscher evangelisch-lutherischer Geistlicher und Hauptpastor an der Marienkirche (Lübeck)
- Marth, Christian (* 1959), italienischer Mediziner und Hochschullehrer (Südtirol)
- Marth, Frank, deutscher Gitarrist, Sänger und Songschreiber
- Marth, Steffi (* 1985), deutsche BMX- und Montainbike-Radsportlerin

### Martha
- Martha, Gemahlin des Marius und christliche Märtyrerin
- Märtha Louise von Norwegen (* 1971), norwegische Adelige, Tochter von König Harald V. und Königin Sonja von NorwegenMärtha Louise von Norwegen (* 1971)

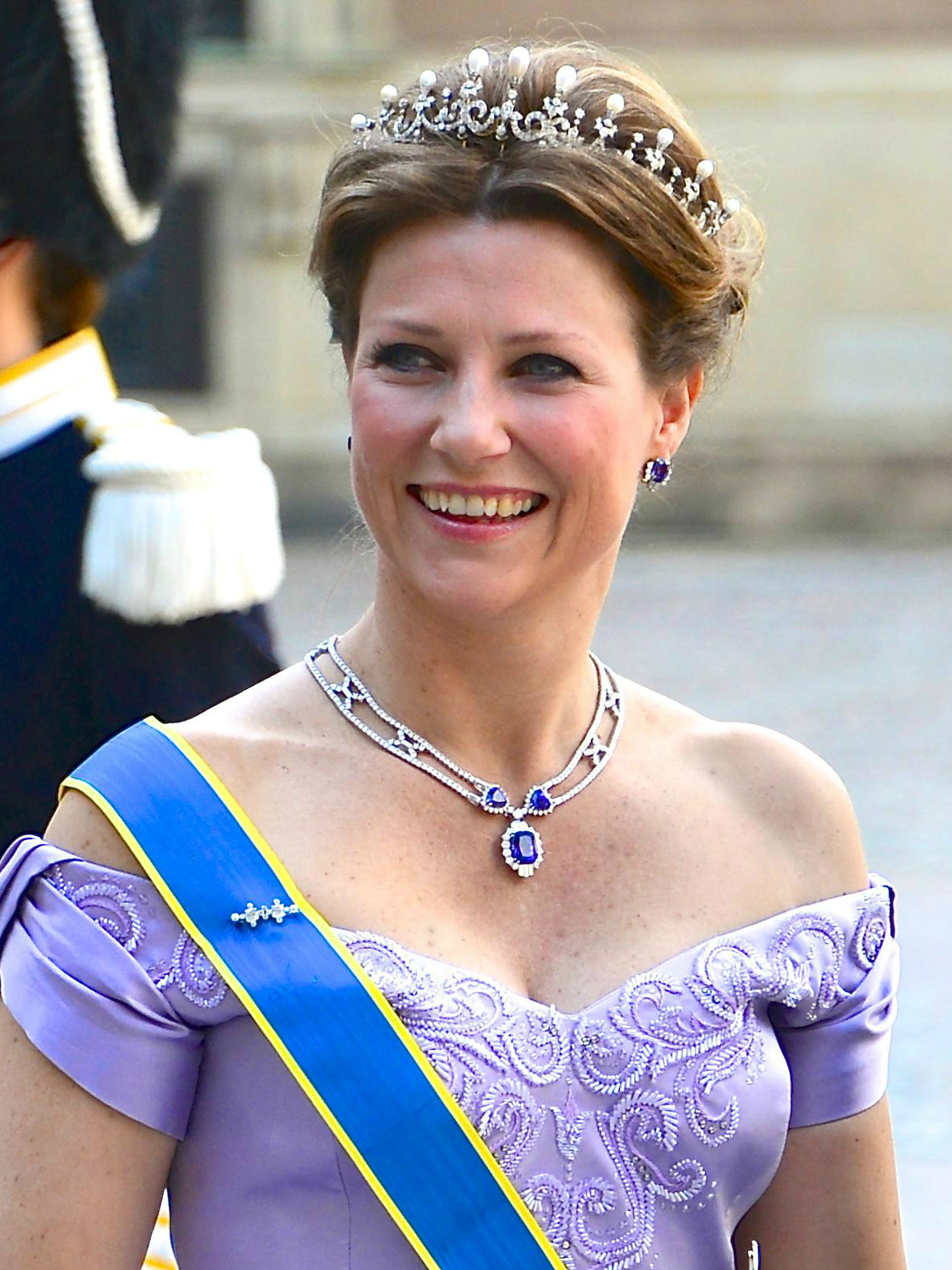
Märtha Louise von Norwegen (* 1971)

- Martha von Bethanien, Gestalt des Neuen Testaments, Jungfrau und Heilige
- Märtha von Schweden (1901–1954), norwegische Adelige, Kronprinzessin von Norwegen
- Martha, Ar’jany (* 2003), niederländischer Fußballspieler
- Marthaler, Adrian (* 1947), Schweizer Autor und Regisseur
- Marthaler, Christoph (* 1951), schweizerischer Bühnenregisseur, Theaterleiter und Musiker
- Marthaler, François (* 1960), Schweizer Politiker (Grüne)
- Marthaler, Markus (* 1959), Schweizer Autor, Unternehmer und Coach

### Marthe
- Marthé, Daouda (* 1959), nigrischer Politiker
- Marthe, Linley (* 1972), mauritischer Jazzbassist
- Marthen, Herbord von der (1480–1529), Jurist und Humanist
- Martheray, Fernand du (1860–1910), Schweizer Diplomat
- Märthesheimer, Helga (1938–2008), deutsche Hörfunk- und Fernsehjournalistin
- Märthesheimer, Peter (1937–2004), deutscher Drehbuchautor

### Marthi
- Marthins, George (1905–1989), indischer Hockeyspieler
- Marthinsen, Mariann Vestbøstad (* 1984), norwegische Sportlerin
- Marthinsen, Marianne (* 1980), norwegische Politikerin

### Martho
- Marthouret, François (* 1943), französischer Schauspieler